# Sometimes Late at Night
Sometimes Late at Night è il terzo album di Carole Bayer Sager pubblicato dall'etichetta discografica Boardwalk Entertainment nel 1981.

## Tracce
Lato A
1. Prologue
2. I Won't Break
3. Just Friends
4. Tell Her
5. Somebody's Been Lying
6. On The Way To The Sky
7. You And Me (We Wanted it All)

Lato B
1. Sometimes Late At Night
2. Wild Again
3. Easy To Love Again
4. Stronger Than Before
5. You Don't Know Me
6. Reprise